# عبد الرحمن حسنين مخلوف
عبد الرحمن حسنين مخلوف (1924 - 14 ديسمبر 2021) مهندس معماري مصري، ومخطط إمارة أبوظبي بالإمارات العربية المتحدة، ووالده هو حسنين محمد مخلوف مفتي الديار المصرية سابقاً.

## حياته
من مواليد عام 1924. منذ طفولته، كان يحب أن يرسم أشكالاً هندسية وتصاميم عمرانية لمختلف المباني، وكان مولعاً بتفاصيل العمارة، ونما حبه هذا مع نموه وكبره على الرغم من أنه وُلِد ونشأ في أسرة اشتهر رجالها بكونهم علماء أزهريون، وكان أكثرهم أعضاء في هيئة علماء الأزهر، وشغل بعضهم منصب مفتي الديار المصرية.
سلك عبد الرحمن مخلوف طريق التعليم الحديث بدلاً من التعليم الديني، وذلك بدعم من إخوته الكبار وإصرارهم. وكان ذاك حيث درس في المدارس النظامية إلى أن أنهى المرحلة الثانوية ثم التحق بجامعة القاهرة ودرس في كلية الهندسة قسم العمارة وتخرج منها عام 1950. وعُين معيداً بها في عام 1951، ثم مدرسًا بعد حصوله على شهادة الدكتوراه من جامعة ميونيخ عام 1957 .
كان صورتا المدينة المنورة ومكة المكرمة من أوائل الصور التي رآها لمدن عربية وإسلامية شهيرة، وهما المدينتان المقدستان. وتعلق بهما كثيراً. انتدب بعدها للعمل في هيئة الأمم المتحدة كخبير لتخطيط المدن، وطلبت المملكة العربية السعودية في عام 1959 من الأمم المتحدة تزويدها بخبير لتخطيط المدن على أن يكون مسلماً، وذلك لتخطيط بعض مدنها فتم تكليفه بهذه المهمة، وبقي في المملكة إلى العام 1963 قام خلالها بإنشاء جهاز تخطيط المدن وأنجز مشروعات التخطيط العمراني لكل من مدينة جدة ومكة المكرمة والمدينة المنورة وينبع وجيزان.

## القاهرة الكبرى وأبوظبي
بعد أن انتهت مهمته في المملكة العربية السعودية، عاد إلى القاهرة عام 1964 ورجع إلى عمله أستاذاً في الجامعة، وفي تلك السنة قام بعمل بحث علمي عن أوضاع ومستقبل مدينة القاهرة والجيزة كإقليم عمراني متكامل ووضع مخططاً مستقبلياً لهما. اقترح فيه المدن الصحراوية الواقعة على طريق السويس والفيوم واقترح إنشاء الطريق الدائري حول القاهرة الكبرى، وفي العام 1965 عين أستاذاً لتخطيط المدن. وخلال هذه الفترة حقق تطويراً في منهج تدريس مادة تخطيط المدن بأقسام العمارة في جامعة القاهرة وجامعة أسيوط وجامعة الأزهر، وانتدب عام 1966 للعمل مديراً عاماً لإدارة التخطيط العمراني للقاهرة الكبرى، وأنشأ الهيكل التنظيمي للجهاز التخطيطي والتنفيذي وأشرف على إعداد التخطيط التمهيدي للقاهرة الكبرى في عام 1966 وقام بإعداد التخطيط العمراني لكل من منطقة شبرا الخيمة الصناعية في عام 1966 والمنطقة الحرة في بور سعيد في عام 1967 وأسهم في بعض مراحل إعداد تخطيط مدن جديدة في مصر مثل مدينة العبور وغيرها من مدن جديدة.
في العام 1968، طلب حاكم أبوظبي آنذاك الشيخ زايد بن سلطان آل نهيان من الأمم المتحدة إرسال خبير لتخطيط المدن إلى أبوظبي للمساعدة في إعداد المخطط العام لمدينة أبوظبي، فتم ترشيحه لهذه المهمة، فعين مديراً لتخطيط المدن في أبوظبي حيث تولى مهام تخطيط المدن فيها وإنشاء دائرة تخطيط المدن في كل من مدينتي أبوظبي والعين، وكان ذلك لمدة سبع سنين ونصف السنة، وفي مايو/أيار 1976 أسس المكتب العربي للتخطيط والعمارة وفيه قام بالعديد من المشروعات العمرانية والتخطيطية في الإمارات، وانتدب أستاذاً محاضراً لمادة التخطيط العمراني في كلية الهندسة بجامعة الإمارات من العامين الدراسيين 83-1984 و84-1985.

## التكريم
- في عام 2010، وبفندق الإمارات، حاز المهندس عبد الرحمن مخلوف بجائزة أبوظبي، إلى جانب ثمانية آخرين كل في مجاله. وقد قام بتكريمه الفريق أول سمو الشيخ محمد بن زايد آل نهيان، ولي عهد أبوظبي نائب القائد الأعلى للقوات المسلحة.[7]
- في عام 2011، أقام الملحق الثقافى للسفارة المصرية بأبو ظبي حفل تكريم وكان المهندس عبد الرحمن مخلوف من أبرز المكرمين.[8]